# Raimund Pacht
Raimund Hugo August Wilhelm Pacht (* 27. November 1822 in Wolmar; † 14. Juli 1854 in Sankt Petersburg) war ein deutsch-baltischer Naturforscher, Geologe und Paläontologe.

## Leben
Pacht ging in Dorpat zur Schule und studierte an der Kaiserlichen Universität Dorpat ab 1841 zunächst Medizin und ab 1843 Mineralogie und Geologie. 1847 erhielt er den Kandidaten-Grad und 1849 den Magister-Grad mit der Arbeit Der Devonische Kalk in Livland von der Universität Dorpat. Danach setzte er sein Studium in Leipzig und an der Bergakademie Freiberg fort und wurde 1852 in Berlin promoviert (Dr. phil.). Anschließend lehrte Pacht in Nowgorod, Pärnu und Dorpat, wo er Vorlesungen über Botanik hielt. 1853 wurde er Konservator am Mineralogischen Kabinett in St. Petersburg.
Er befasste sich vor allem mit dem Devon im Ostseeraum und im europäischen Russland.

## Erstbeschreibungen
Pacht beschrieb 1849 die fossile Blattfußkrebs-Art Asmussia membranacea und stellte sie in eine neue Gattung Asmussia.

## Schriften
- Der devonische Kalk in Livland. Ein Beitrag zur Geognosie der Ostseeprovinzen. Dorpat 1849, 2. Aufl. 1859.
- Geognostische Untersuchungen in den mittleren Gouvernements Russlands, zwischen der Düna und Wolga, in den Jahren 1850 und 1853. Verlag der Kaiserlichen Akademie der Wissenschaften 1858 (Herausgeber Gregor von Helmersen).